# 로런스 데인
로런스 데인(영어: Lawrence Dane, 1937년 4월 3일 ~ 2022년 3월 21일)은 캐나다의 배우이다.
2022년 췌장암으로 사망했다.

## 출연 작품

### 영화
- 에브리씽 쉬 에버 원티드(2009년) - 조지 앨런슨 역
- 비하인드 더 월(2008년)
- Still Small Voices (2007)
- 킹스 랜섬(2005년)
- 레이티드 X(2000년)
- 웨이킹 더 데드(1999년)
- 죽음의 실레니움 (1999, Lethal Vows)
- 스릴 씨커(1999년) - FBI 요원 베이커 역
- 이스케이프: 휴먼 카고(1998년)
- 사탄의 인형 4 - 처키의 신부(1998년)
- 페타 윌슨의 니키타(1997년)
- 미스터 앤 미시즈 러빙(1996년)
- 시니어 트립(1995년)
- 블랙 폭스(1995년)
- 검은 여우(1995년)
- 다니엘 스틸 - 사랑의 시작(1995년)
- 앵커우먼 제시카(1995년)
- 다크맨 2(1995년)
- 애들이 똑같아요(1995년)
- 굿 파이트(1992년)
- 데블린(1992년)
- 더 라스트 베스트 이어(1990년)
- 4차원 도시(1989년)
- 바이오닉 쇼다운: 6백만 달러의 사나이와 소머즈 (1989, Bionic Showdown: The Six Million Dollar Man and the Bionic Woman)
- 크리스마스 와이프(1988년)
- 분노의 트렉터(1987년)
- 시티 솔저(1986년)
- 비서 사만다(1985년)
- 공포의 침입자(1983년)
- 해피 버스데이 투 미(1981년)
- 스캐너스(1981년)
- 런닝(1979년)
- 빙하 전선(1979년)
- 파인드 더 레이디(1976년)
- 전격 후린트 - 데드 온 타겟(1976년)
- 그 시간의 좋은 생각(1975년)

### 텔레비전
- 제5전선 (1967-71)
- The F.B.I. (1968-73)
- 퀴어 애즈 포크 (2001)